# A.D.O.R.
A.D.O.R., pseudonimo di Eddy Castellanos Sr. (New York, 26 settembre 1969 – New York, 3 gennaio 2025), è stato un rapper statunitense.
Sperimentatore nel rap underground, A.D.O.R. è famoso per il suo flow frenetico, per l'ispirazione che trae dal jazz e la sua continua ricerca dell'innovazione musicale. È sicuramente un talento del genere, anche se non compreso da tutti, ma questa sua peculiarità lo rende una personalità nell'underground ed un artista complesso ed enigmatico nel panorama commerciale.

## Biografia
Eddie nasce a Washington Heights, New York, il padre è un musicista di professione che per il figlio ha in mente lo stesso futuro. Eddie segue costantemente il padre nei suoi spettacoli, a sei anni la sua famiglia si trasferisce a Mt. Vernon. Al liceo stringe amicizia con Sean Combs, Heavy D, Al B. Sure e Pete Rock. Inizia ad appassionarsi al rap ed all'hip hop più in generale, scrivendo liriche e rappando. Ribattezzatosi A.D.O.R. (Another Dimension Of Rhytm, ma anche A Declaration Of Revolution), produce alcuni demotapes e ottiene un contratto dall'etichetta Uptown Records. Dopo poco, DJ Eddie D, membro degli Heavy D & the Boyz, lo scrittura per la Untouchables Entertainment, etichetta per cui produce nel 1992 Let It Hang Out, distribuito dalla Atlantic Records.
Puff Daddy è uno dei suoi primi estimatori, ascoltando in prima persona la sua musica e acquistando le sue produzioni. Let It Hang Out, prodotto da Pete Rock (diventato intanto un quotato beatmaker), sale fino alla top 10 hit della classifica di Billboard e diventa una delle più importanti produzioni dell'underground. A.D.O.R. ha la possibilità di eseguire in occasione dello show della Fox In Living Color: il risultato si rivela positivo ed il rapper riscuote nuovi consensi.
Marley Marl e Kevin K-Def Hanson producono il suo secondo singolo, One Of The Trouble, a cui segue una partecipazione nell'Old Skool Mix con il brano Renegade Master. Dopo aver supportato in tour Notorious B.I.G. e Tupac Shakur, Eddie si decide a produrre il suo primo LP, The Concrete. Diversi problemi con la produzione fanno sì che venga sciolto il contratto e qualsiasi legame con essa: l'MC ritorna costituendo l'etichetta Tru Reign Records e producendo il singolo, curato da Pete Rock, Enter The Center. Il brano, del 1996, ha dei buoni dati di vendita e riceve un massiccio aiuto da parte delle radio. Presto A.D.O.R. ritorna con Shock Frequency, LP che vede la luce nel 1998. L'anno seguente viene firmato il contratto con la Sumthing Distribution, etichetta di Nile Rogers. Nel 2000 esce Animal, nel 2003 Classic Bangerz, Vol. 1 che è una compilation con tracce inedite. Lo stesso anno A.D.O.R. produce l'album Signature Of The Ill.

## Discografia
- Shock Frequency (1998)
- Animal 2000 (2000)
- Classic Bangerz Vol.1 (2003)
- Signature Of The Hill (2003)